# Valencia Club de Fútbol 2011-2012
Questa pagina raccoglie i dati riguardanti il Valencia Club de Fútbol nelle competizioni ufficiali della stagione 2011-2012.

## Stagione
In campionato il Valencia conclude in terza posizione, garantendosi l'accesso diretto alla fase a gironi della Champions League.
In Europa invece termina il girone della massima competizione europea al terzo posto, non riuscendo così a qualificarsi alla fase ad eliminazione diretta del torneo, ma avendo comunque la possibilità di riscattarsi in Europa League, dove approda ai sedicesimi. L'esperienza si conclude in semifinale, quando l'Atlético Madrid, futuro vincitore della competizione, elimina il club connazionale.
Anche nell'edizione stagionale della coppa nazionale il Valencia deve arrendersi in semifinale, per mano del Barcellona: dopo l'1 a 1 dell'andata i pipistrelli perdono per due reti a zero al Camp Nou.

## Divise e sponsor
Ecco le divise utilizzate dal Valencia in questa stagione.
| Casa | Trasferta | Terza divisa |

## Organigramma societario

### Staff tecnico
- Unai Emery - Allenatore
- Juan Carlos Carcedo - Vice Allenatore
- José Manuel Ochotorena - Allenatore dei portieri
- Miguel Villagrasa - Preparatore atletico
- José Mascarós - Preparatore atletico
- Antonio Giner Marco - Medico
- José de los Santos - Fisioterapista

## Rosa
Aggiornata al 2 settembre 2011
| N. |                        | Ruolo | Calciatore                      |
| -- | ---------------------- | ----- | ------------------------------- |
| 1  | Brasile (bandiera)     | P     | Diego Alves                     |
| 2  | Spagna (bandiera)      | D     | Bruno Saltor                    |
| 3  | Paesi Bassi (bandiera) | D     | Hedwiges Maduro                 |
| 4  | Francia (bandiera)     | D     | Adil Rami                       |
| 5  | Turchia (bandiera)     | C     | Mehmet Topal                    |
| 6  | Spagna (bandiera)      | C     | David Albelda (capitano)        |
| 7  | Brasile (bandiera)     | A     | Jonas                           |
| 8  | Francia (bandiera)     | C     | Sofiane Feghouli                |
| 9  | Spagna (bandiera)      | A     | Roberto Soldado (vice capitano) |
| 10 | Argentina (bandiera)   | C     | Éver Banega                     |
| 11 | Spagna (bandiera)      | A     | Adúriz                          |
| 12 | Spagna (bandiera)      | D     | Antonio Barragán                |
| 13 | Spagna (bandiera)      | P     | Vicente Guaita                  |
| 14 | Argentina (bandiera)   | C     | Pablo Piatti                    |

| N. |                       | Ruolo | Calciatore        |
| -- | --------------------- | ----- | ----------------- |
| 15 | Spagna (bandiera)     | D     | Ángel Dealbert    |
| 16 | Spagna (bandiera)     | C     | Sergio Canales    |
| 17 | Spagna (bandiera)     | C     | Jordi Alba        |
| 18 | Spagna (bandiera)     | D     | Víctor Ruiz       |
| 19 | Spagna (bandiera)     | C     | Pablo Hernández   |
| 20 | Portogallo (bandiera) | D     | Ricardo Costa     |
| 21 | Spagna (bandiera)     | C     | Daniel Parejo     |
| 22 | Francia (bandiera)    | D     | Jérémy Mathieu    |
| 23 | Portogallo (bandiera) | D     | Miguel            |
| 24 | Argentina (bandiera)  | C     | Alberto Costa     |
| 26 | Spagna (bandiera)     | P     | Adrián Lluna      |
| 27 | Spagna (bandiera)     | A     | Paco Alcácer      |
| 28 | Spagna (bandiera)     | C     | Juan Bernat       |
| 43 | Portogallo (bandiera) | P     | Cristiano Pereira |

## Calciomercato[5]

### Sessione estiva(dall'1/7 al 31/8)
Questa sessione di mercato vede un affare importante: Mata viene venduto al Chelsea per ben 28 milioni di euro.
| Acquisti | Acquisti               | Acquisti            | Acquisti      |
| R.       | Nome                   | da                  | Modalità      |
| -------- | ---------------------- | ------------------- | ------------- |
| P        | Diego Alves            | Almería             | definitivo    |
| P        | Renan                  | Internacional       | fine prestito |
| P        | Cristiano Pereira      | Braga               | svincolato    |
| D        | Aarón Ñíguez           | Recreativo Huelva   | fine prestito |
| D        | Asier del Horno        | Levante             | fine prestito |
| D        | Adil Rami              | Lilla               | fine prestito |
| D        | Antonio Barragán       | Real Valladolid     | definitivo    |
| D        | Víctor Ruiz            | Napoli              | definitivo    |
| C        | Daniel Parejo          | Getafe              | definitivo    |
| C        | Manuel Fernandes       | Beşiktaş            | fine prestito |
| C        | Sunny                  | Numancia            | fine prestito |
| C        | Miguel Alfonso Herrero | Deportivo La Coruña | fine prestito |
| C        | Sergio Canales         | Real Madrid         | prestito      |
| C        | Sofiane Feghouli       | Almería             | fine prestito |
| A        | Pablo Piatti           | Almería             | definitivo    |

| Cessioni | Cessioni                   | Cessioni        | Cessioni              |
| R.       | Nome                       | a               | Modalità              |
| -------- | -------------------------- | --------------- | --------------------- |
| P        | César Sánchez              | Villarreal      | svincolato            |
| P        | Renan                      | Internacional   | rescissione           |
| P        | Miguel Ángel Moyà          | Getafe          | prestito              |
| D        | Marius Stankevičius        | Sampdoria       | fine prestito         |
| D        | David Navarro              | Neuchâtel Xamax | rescissione           |
| D        | Asier del Horno            | Levante         | rescissione           |
| D        | Aarón Ñíguez               | Almería         | rescissione           |
| C        | Miguel Alfonso Herrero     | Hércules        | prestito              |
| C        | Manuel Fernandes           | Beşiktaş        | definitivo            |
| C        | Francisco Román Alarcón    | Malaga          | definitivo            |
| C        | Sunny                      | Numancia        | rescissione           |
| C        | Ignacio González           | Standard Liegi  | rescissione           |
| A        | Alejandro Damián Domínguez | River Plate     | prestito              |
| A        | Vicente                    | Brighton        | svincolato            |
| A        | Juan Manuel Mata           | Chelsea         | definitivo (28 mln €) |
| A        | Joaquín                    | Malaga          | definitivo            |

## Risultati

### Primera División

#### Girone di andata
| Arbitro: | Fernando Teixeira Vitienes |

|            |           |             |
| Lolo 90+2’ | Marcatori | 84’ Soldado |

| Arbitro: | Xavier Estrada Fernández |

|                               |           |                                         |
| Soldado 1’, 87’, 89’ Rami 57’ | Marcatori | 6’ (aut.) Soldado 14’ Acosta 55’ Adrián |

| Arbitro: | José Luis González González |

|             |           |  |
| Soldado 52’ | Marcatori |  |

| Arbitro: | Carlos Delgado Ferreiro |

|  |           |             |
|  | Marcatori | 29’ Soldado |

| Arbitro: | Carlos Velasco Carballo |

|                              |           |                        |
| Abidal 12’ (aut.) Miguel 19’ | Marcatori | 13’ Pedro 77’ Fàbregas |

| Arbitro: | César Muñiz Fernández |

|             |           |  |
| Kanouté 17’ | Marcatori |  |

| Arbitro: | Eduardo Iturralde González |

|            |           |  |
| Canales 4’ | Marcatori |  |

| Arbitro: | José Luis Paradas Romero |

|                    |           |          |
| Pereira 89’ (rig.) | Marcatori | 39’ Rami |

| Arbitro: | Carlos Clos Gómez |

|             |           |             |
| Soldado 88’ | Marcatori | 72’ Muniain |

| Arbitro: | Carlos Velasco Carballo |

|  |           |          |
|  | Marcatori | 81’ Alba |

| Arbitro: | David Fernández Borbalán |

|                              |           |               |
| Feghouli 11’, 24’ Aduriz 76’ | Marcatori | 23’ D. Castro |

| Arbitro: | Carlos del Cerro Grande |

|  |           |                                 |
|  | Marcatori | 30’ (aut.) Venta 49’ Tino Costa |

| Arbitro: | José Antonio Teixeira Vitienes |

|                  |           |                                          |
| Soldado 74’, 82’ | Marcatori | 19’ Benzema 71’ Sergio Ramos 79’ Ronaldo |

| Arbitro: | Javier Estrada Fernández |

|            |           |                          |
| Tamudo 84’ | Marcatori | 20’ Jonas 56’ Tino Costa |

| Arbitro: | Carlos Velasco Carballo |

|                                  |           |               |
| Tino Costa 6’ (rig.) Soldado 81’ | Marcatori | 69’ H. Moreno |

| Arbitro: | Miguel Ángel Pérez Lasa |

|                    |           |                   |
| R. Castro 85’, 89’ | Marcatori | 65’ (aut.) Dorado |

| Arbitro: | Ignacio Iglesias Villanueva |

|                  |           |  |
| Soldado 35’, 61’ | Marcatori |  |

| Arbitro: | David Fernández Borbalán |

|                            |           |                         |
| Ruben 13’ G. Rodríguez 17’ | Marcatori | 40’ Feghouli 86’ Aduriz |

| Arbitro: | Xavier Estrada Fernández |

|  |           |               |
|  | Marcatori | 55’ Griezmann |

#### Girone di ritorno
| Arbitro: | José Luis González González |

|                                |           |  |
| Aduriz 77’, 87’ Jonas 83’, 88’ | Marcatori |  |

| Arbitro: | Alfonso Javier Álvarez Izquierdo |

|                        |           |                 |
| Adrián 1’ Bernardo 87’ | Marcatori | 66’, 79’ Aduriz |

| Madrid 5 febbraio 2012, ore 21:30 CET 22ª giornata | Atlético Madrid | 0 – 0 referto | Valencia | Stadio Vicente Calderón (45 000 spett.) |

| Arbitro: | Pedro Jesús Pérez Montero |

|                                              |           |  |
| Feghouli 33’ Botía 73’ (aut.) Jonas 88’, 89’ | Marcatori |  |

| Arbitro: | Javier Turienzo Álvarez |

|                                   |           |           |
| Messi 21’, 27’, 75’, 84’ Xavi 89’ | Marcatori | 8’ Piatti |

| Arbitro: | Fernando Teixeira Vitienes |

|                |           |                           |
| Tino Costa 25’ | Marcatori | 36’ Medel 69’ Jesús Navas |

| Arbitro: | Eduardo Iturralde González |

|  |           |              |
|  | Marcatori | 31’ Feghouli |

| Arbitro: | César Muñiz Fernández |

|                           |           |                     |
| Tino Costa 23’ Aduriz 42’ | Marcatori | 57’ Nsue 66’ Víctor |

| Arbitro: | José Antonio Teixeira Vitienes |

|  |           |                              |
|  | Marcatori | 40’, 57’, 84’ (rig.) Soldado |

| Arbitro: | Carlos del Cerro Grande |

|                 |           |                |
| P. Hernández 8’ | Marcatori | 29’, 77’ Apoño |

| Arbitro: | Xavier Estrada Fernández |

|                                    |           |            |
| Ríos 14’ Miku 23’ Bruno 29’ (o.g.) | Marcatori | 5’ Soldado |

| Arbitro: | David Fernández Borbalán |

|           |           |          |
| Jonas 34’ | Marcatori | 53’ Koné |

| Madrid 8 aprile 2012, ore 21:30 CEST 32ª giornata | Real Madrid       | 0 – 0 referto | Valencia | Stadio Santiago Bernabéu (79 000 spett.)\| Arbitro: \| Carlos Clos Gómez \| |
| Arbitro:                                          | Carlos Clos Gómez |               |          |                                                                             |

| Arbitro: | José Luis Paradas Romero |

|                                                 |           |           |
| Jonas 41’, 76’ (rig.) Alba 69’ P. Hernández 87’ | Marcatori | 71’ Michu |

| Arbitro: | Ignacio Iglesias Villanueva |

|                                         |           |  |
| Gómez 26’ Verdú 30’ Álvaro 58’ Uche 80’ | Marcatori |  |

| Arbitro: | César Muñiz Fernández |

|                                              |           |  |
| Jonas 6’ Feghouli 63’ Soldado 86’ Piatti 88’ | Marcatori |  |

| Arbitro: | Fernando Teixeira Vitienes |

|             |           |  |
| Camacho 27’ | Marcatori |  |

| Arbitro: | Carlos Delgado Ferreiro |

|             |           |  |
| Jonas 90+2’ | Marcatori |  |

| Arbitro: | Pedro Jesús Pérez Montero |

|               |           |  |
| Griezmann 64’ | Marcatori |  |

### Coppa del Re

#### Sedicesimi di finale
| Cadice 13 dicembre 2011, ore 20:00 CET Andata | Cadice                     | 0 – 0 referto | Valencia | Stadio Ramón de Carranza (6 635 spett.)\| Arbitro: \| Eduardo Iturralde González \| |
| Arbitro:                                      | Eduardo Iturralde González |               |          |                                                                                     |

| Arbitro: | Xavier Estrada Fernández |

|                                                 |           |  |
| Víctor Ruiz 4’ Jonas 26’ Soldado 40’ Banega 67’ | Marcatori |  |

#### Ottavi di finale
| Arbitro: | Javier Turienzo Álvarez |

|           |           |  |
| Jonas 32’ | Marcatori |  |

| Arbitro: | José Antonio Teixeira Vitienes |

|                                    |           |             |
| Rakitić 69’ Víctor Ruiz 89’ (aut.) | Marcatori | 66’ Soldado |

#### Quarti di finale
| Arbitro: | José Luis Paradas Romero |

|                                                 |           |          |
| Jonas 24’ Soldado 30’ Piatti 44’ Tino Costa 89’ | Marcatori | 36’ Koné |

| Arbitro: | Ignacio Iglesias Villanueva |

|  |           |                            |
|  | Marcatori | 25’ Aduriz 29’, 85’ Piatti |

#### Semifinale
| Arbitro: | José Luis González González |

|           |           |           |
| Jonas 26’ | Marcatori | 34’ Puyol |

| Arbitro: | David Fernández Borbalán |

|                       |           |  |
| Fàbregas 15’ Xavi 81’ | Marcatori |  |

### Champions League

#### Fase a gironi
| Genk 13 settembre 2011, ore 20:45 CEST 1ª giornata | Genk      | 0 – 0 referto | Valencia | Cristal Arena\| Arbitro: \| Einwaller \| |
| Arbitro:                                           | Einwaller |               |          |                                          |

| Arbitro: | Rizzoli |

|                    |           |             |
| Soldado 87’ (rig.) | Marcatori | 56’ Lampard |

| Arbitro: | Thomson |

|                      |           |           |
| Schürrle 52’ Sam 56’ | Marcatori | 24’ Jonas |

| Arbitro: | Jonas Eriksson |

|                               |           |               |
| Jonas 1’ Soldado 65’ Rami 75’ | Marcatori | 31’ Kiessling |

| Arbitro: | Tony Chapron |

|                                                                               |           |  |
| Jonas 10’ Soldado 13’, 35’, 39’ Pablo Hernández 68’ Aduriz 70’ Tino Costa 81’ | Marcatori |  |

| Arbitro: | Rocchi |

|                            |           |  |
| Drogba 3’, 76’ Ramires 22’ | Marcatori |  |

### Europa League

#### Fase ad eliminazione diretta

##### Sedicesimi di finale
| Arbitro: | Peter Rasmussen |

|  |           |           |
|  | Marcatori | 36’ Topal |

| Arbitro: | Markus Strömbergsson |

|           |           |  |
| Jonas 24’ | Marcatori |  |

##### Ottavi di finale
| Arbitro: | Manuel Gräfe |

|                                                    |           |                                   |
| Víctor Ruiz 11’ Soldado 13’, 43’ (rig.) Piatti 56’ | Marcatori | 83’ (rig.) Toivonen 90’ Wijnaldum |

| Arbitro: | William Collum |

|              |           |          |
| Toivonen 64’ | Marcatori | 47’ Rami |

##### Quarti di finale
| Arbitro: | Martin Atkinson |

|                          |           |           |
| Holman 45+1’ Martens 79’ | Marcatori | 52’ Topal |

| Arbitro: | Pavel Královec |

|                                                  |           |  |
| Rami 15’, 17’ Jordi Alba 56’ Pablo Hernández 80’ | Marcatori |  |

##### Semifinali
| Arbitro: | Thomson |

|                                              |           |                                 |
| Falcao 18’, 78’ Miranda 49’ Adrián López 54’ | Marcatori | 45+3’ Jonas 90+4’ Ricardo Costa |

| Arbitro: | Skomina |

|  |           |                  |
|  | Marcatori | 60’ Adrián López |

## Statistiche

### Statistiche di squadra
| Competizione     | Punti | In casa | In casa | In casa | In casa | In casa | In casa | In trasferta | In trasferta | In trasferta | In trasferta | In trasferta | In trasferta | Totale | Totale | Totale | Totale | Totale | Totale | D.R |
| Competizione     | Punti | G       | V       | N       | P       | Gf      | Gs      | G            | V            | N            | P            | Gf           | Gs           | G      | V      | N      | P      | Gf     | Gs     | D.R |
| ---------------- | ----- | ------- | ------- | ------- | ------- | ------- | ------- | ------------ | ------------ | ------------ | ------------ | ------------ | ------------ | ------ | ------ | ------ | ------ | ------ | ------ | --- |
| Liga             | 61    | 19      | 11      | 4       | 4       | 40      | 20      | 19           | 6            | 6            | 7            | 19           | 24           | 38     | 17     | 10     | 11     | 59     | 44     | +15 |
| Coppa del Re     | -     | 4       | 3       | 1       | 0       | 10      | 2       | 4            | 1            | 1            | 2            | 4            | 4            | 8      | 4      | 2      | 2      | 14     | 6      | +8  |
| Champions League | 8     | 3       | 2       | 1       | 0       | 11      | 2       | 3            | 0            | 1            | 2            | 1            | 5            | 6      | 2      | 2      | 2      | 12     | 7      | +5  |
| Europa League    | -     | 4       | 3       | 0       | 1       | 9       | 3       | 4            | 1            | 1            | 2            | 5            | 7            | 8      | 4      | 1      | 3      | 14     | 10     | +4  |
| Totale           | -     | 30      | 19      | 6       | 5       | 70      | 27      | 30           | 8            | 9            | 13           | 29           | 40           | 60     | 27     | 15     | 18     | 99     | 67     | +32 |

### Andamento in campionato
| Giornata  | 1 | 2 | 3 | 4 | 5 | 6 | 7 | 8 | 9 | 10 | 11 | 12 | 13 | 14 | 15 | 16 | 17 | 18 | 19 | 20 | 21 | 22 | 23 | 24 | 25 | 26 | 27 | 28 | 29 | 30 | 31 | 32 | 33 | 34 | 35 | 36 | 37 | 38 |
| --------- | - | - | - | - | - | - | - | - | - | -- | -- | -- | -- | -- | -- | -- | -- | -- | -- | -- | -- | -- | -- | -- | -- | -- | -- | -- | -- | -- | -- | -- | -- | -- | -- | -- | -- | -- |
| Luogo     | T | C | C | T | C | T | C | T | C | T  | C  | T  | C  | T  | C  | T  | C  | T  | C  | C  | T  | T  | C  | T  | C  | T  | C  | T  | C  | T  | C  | T  | C  | T  | C  | T  | C  | T  |
| Risultato | N | V | V | V | N | P | V | N | N | V  | V  | V  | P  | V  | V  | P  | V  | N  | P  | V  | N  | N  | V  | P  | P  | V  | N  | V  | P  | P  | N  | N  | V  | P  | V  | P  | V  | P  |
| Posizione | 3 | 3 | 2 | 1 | 2 | 7 | 5 | 5 | 5 | 4  | 4  | 3  | 3  | 3  | 3  | 3  | 3  | 3  | 3  | 3  | 3  | 3  | 3  | 3  | 3  | 3  | 3  | 3  | 3  | 3  | 3  | 4  | 3  | 3  | 3  | 3  | 3  | 3  |